# Lilith Ungerer
Lilith Ungerer (* 8. April 1944; † 8. Februar 2000 in München) war eine deutsche Schauspielerin.

## Karriere
Ungerer erhielt ihre erste Rolle als Schauspielerin durch Rudolf Thome, der ihr 1966 eine Hauptrolle in seinem Kurzfilm Stella gab. Zwei Jahre später folgte eine Besetzung an der Seite von Irm Hermann, Peer Raben und Hanna Schygulla in Jean-Marie Straubs Kurzfilm Der Bräutigam, die Komödiantin und der Zuhälter. Dadurch lernte sie Rainer Werner Fassbinder kennen, der sie in mehreren Rollen einsetzte, so unter anderem 1969 im Film Warum läuft Herr R. Amok? und im Film Katzelmacher. Ungerer war Fassbinders erster „Star“, bevor Hanna Schygulla diese Bevorzugung zukam.
In den Jahren 1970 bis 1979 wirkte sie in mehreren Fernsehproduktionen mit. Danach folgte eine längere Pause und sie war zuletzt 1995 in einer Nebenrolle in einer Münchner Tatortfolge von Dominik Graf zu sehen. Rudolf Thome bot ihr 1999 eine Rolle in seinem Film Paradiso – Sieben Tage mit sieben Frauen an. Da sie jedoch im Februar 2000 verstarb, kam es nicht mehr dazu.

## Filmografie
- 1966: Stella (Regie: Rudolf Thome)
- 1968: Der Bräutigam, die Komödiantin und der Zuhälter
- 1969: Katzelmacher
- 1970: Götter der Pest
- 1970: Warum läuft Herr R. Amok?
- 1970: Sonja und Kirilow haben sich entschlossen Schauspieler zu werden und die Welt zu verändern
- 1971: Das Wunder (TV)
- 1972: Privatdetektiv Frank Kross (Fernsehserie, 1 Folge)
- 1972: Alpha Alpha (Fernsehserie, 13 Folge)
- 1972: Adele Spitzeder
- 1972: Mein Bruder – Der Herr Dokter Berger (Fernsehserie, 2 Folge)
- 1973: Fußballtrainer Wulff (Fernsehserie, 1 Folge)
- 1973: Nach langen Jahren ein Wiedersehen mit meinem Bruder aus Bulgarien während einer kurzen Zwischenlandung in München
- 1973: Sittengemälde (TV)
- 1973: Hamburg Transit (Fernsehserie, 1 Folge)
- 1973: Ein Fall für Männdli – Madonna mit Mantel (Fernsehserie)
- 1973: Der Kommissar – Ein Funken in der Kälte
- 1974: Der Kommissar – Spur von kleinen Füßen
- 1974: Aus Liebe zum Sport (Fernsehserie, 1 Folge)
- 1975: Mordkommission (Fernsehserie, 1 Folge)
- 1976: Derrick (Fernsehserie, 1 Folge)
- 1979: Die Protokolle des Herrn M. – Mann ohne Namen (Fernsehserie)
- 1995: Tatort – Frau Bu lacht (Fernsehserie)